# Statul Chin
Statul Chin (birmană: ခ်င္းျပည္နယ္, pornunție: [tɕʰɪ́ɴ pjìnɛ̀]) este un stat localizat în zona de vest a Birmaniei (Myanmarului). Cei 36,019 km2 ai statului Chin sunt limitați de către Statul Rakhine în sud, Bangladesh în sud-vest, Diviziunea  Sagaing și Diviziunea Magway în est și statul Indian Manipur în nord și statul indian Mizoram în vest. Grupa etnică din statul Chin cresc totalul de populație al țării cu 500 000 de suflete.
Capitala statului este Hakha. Statul este acoperit de regiuni montane pe care sunt amplasate câteva linii de transport, el fiind populat foarte slab și una dintre cele mai puțin dezvoltate zone din țară.

## Istoric

### Istorie timpurie
Triburile Tibeto-birmane Zomi au populat Dealurile Zogam în timpul primului mileniu î.Hr., în timpul migrației lor în zonă. Unii istorici au speculat că triburile Thet menționate în cronicile birmaneze pot fi de fapt triburile Chin.  Dealurile Chin puțin populate au fost conduse de către șefii locali. Organizarea politică în regiune înainte de dinastia Toungoo din mijlocul secolului al XVI-lea a rămas ipotetică. Se crede că prima instanță înregistrată a regatului de vest a fost în apropierea Dealurilor Chin din Regatul Pateikkaya, tributar al Regatului Pagan în secolele XI și XII. Unii istorici, ca Arthur Phayre și Tun Nyein, au amplasat Pateikkaya în Bengalul de est, astfel plasând toată suprafața ocupată de Dealurile Chin sub suzeranitatea Pagan. Alții, ca Harvey, citând unele inscripții, le-au plasat lângă Dealurile Chin estice. 

## Diviziuni administrative

### Orașe
- Hakha, a doua capitală a Zogam
- Falam, capitala Zogamului de nord (Districtul Falam)
- Mindat, capitala Zogamului de sud (Districtul Mindat)

## Geografie
Aici sunt multe cascade naturale ce curg în munți în general dinspre nord spre sud formând diferite văi și chei. Pe teritoriul statului curg o sumedenie de râuri, iar râul Manipur curge prin a partea nordică a statului.